# Oberbierbaum (Gemeinde Zwentendorf)
Oberbierbaum (früher auch Bierbaum) ist eine Ortschaft in der Marktgemeinde Zwentendorf an der Donau im Bezirk Tulln in Niederösterreich. Die Ortschaft hat 215 Einwohner (Stand 1. Jänner 2024).

## Geografie
Das Dorf liegt südlich von Maria Ponsee und ist über die Traismaurer Straße erreichbar, die im Süden am Ort vorbeiführt. Zur Ortschaft zählt auch die Wochenendhaussiedlung Badeseeanlage Maria Ponsee.

## Geschichte
Im Jahr 1822 wurde der Ort als Dorf mit 42 Häusern genannt, das nach Ponsee eingepfarrt war, wohin auch die Kinder eingeschult wurden.  Die Herrschaften Herzogenburg und Gutenbrunn besaßen wechselweise die Ortsobrigkeit, die Herrschaft Herzogenburg übte die Landgerichtsbarkeit aus die Herrschaft Sitzenberg und besorgte die Konskription. Die Untertanen und Grundholde des Ortes gehörten den Herrschaften Herzogenburg, Gutenbrunn, Judenau und Atzenbrugg.
Laut Adressbuch von Österreich waren im Jahr 1938 in Oberbierbaum ein Gastwirt, zwei Gemischtwarenhändler, ein Mechaniker, eine Milchgenossenschaft, ein Schmied, drei Schuster, ein Trafikant, eine Viktualienhändlerin, ein Wagner und einige Landwirte ansässig.